# Mormyrops curtus
Mormyrops curtus är en fiskart som beskrevs av Boulenger, 1899. Mormyrops curtus ingår i släktet Mormyrops och familjen Mormyridae. IUCN kategoriserar arten globalt som livskraftig. Inga underarter finns listade i Catalogue of Life.